# 鄭一龍
鄭 一龍（チョン・イルリョン、朝鮮語: 정일룡、1912年7月2日 - 1978年1月14日）は、朝鮮民主主義人民共和国の政治家。朝鮮労働党中央委員会政治委員会委員、副首相などを歴任。朝鮮労働党内の派閥では国内系に属した。

## 経歴
1912年、日本統治下の咸鏡南道に生まれる。1945年に日本の朝鮮統治が終わると、精錬所の支配人に就任した。1947年には産業相に就任した。1948年3月に行われた第2回北朝鮮労働党大会で党中央委員会委員に選出された。同年8月には最高人民会議第1期代議員に選出された。その後副首相に就任し、重工業相を兼任した。8月宗派事件では延安派の崔昌益から批判され、解任を提起された。1956年に行われた第3回朝鮮労働党大会で朝鮮労働党中央委員会政治委員会委員に選出された。1966年には金属工業相に就任した。1978年1月14日に死去。愛国烈士陵に埋葬された。
党中央委員会副委員長の太宗秀は女婿。